# Pseudis
A Pseudis  a kétéltűek (Amphibia) osztályába és a békák (Anura) rendjébe, a levelibéka-félék (Hylidae) családjába és a Hylinae alcsaládba tartozó nem.

## Rendszerezés
A nembe az alábbi 11 faj tartozik:
- gumósujjú harlekinbéka (Pseudis bolbodactyla) Lutz, 1925
- Pseudis cardosoi Kwet, 2000
- Pseudis fusca Garman, 1883
- Pseudis minuta Günther, 1858
- nagy harlekinbéka (Pseudis paradoxa)  (Linnaeus, 1758)
- Pseudis platensis Gallardo, 1961
- Pseudis tocantins Caramaschi & Cruz, 1998